# Sint Maarten Christian Party
De Sint Maarten Christian Party (afgekort: SMCP) is een politieke partij op Sint Maarten met een christendemocratische signatuur.

## Geschiedenis
De partij is opgericht op 4 november 2015 door de Wycliffe Smith en J. Edwin Arrindell, respectievelijk voormalig predikant en predikant. Tijdens een gebedsbijeenkomst van kerkleiders die werd gehouden op 9 november 2014 ontstond het idee om een christelijke partij op te richten voor Sint Maarten. De SMCP deed vervolgens voor het eerst mee aan de Statenverkiezingen van 2016, maar behaalde daar geen zetels. Tijdens de daaropvolgende Statenverkiezingen van 2018 wist de partij wel een zetel te bemachtigen. Naar aanleiding van die verkiezingen vormde de SMCP samen met de United Democrats een regering, het kabinet-Marlin-Romeo II. Partijleider Wycliffe Smith werd in dat kabinet de minister van Onderwijs, Cultuur, Jeugd- en Sportzaken. Na het aftreden van premier Leona Marlin-Romeo, werd Smith tevens benoemd tot minister-president van Sint Maarten. Namens de partij nam Claude Peterson van 2018 tot 2020 zitting in de Staten van Sint Maarten. Tijdens de Statenverkiezingen van 2020 wist de SMCP geen zetel te behalen.

## Standpunten
De SMCP laat zich bij het bepalen van haar standpunten leiden door christelijke normen en waarden. De SMCP is een voorstander van het verlagen van de salarissen van Statenleden met 15 procent. Ook wil het dat Statenleden hun taak serieuzer nemen, vaker bijeenkomen in commissies en de minister beter verantwoordelijk houden voor het beleid. Daarnaast doet de partij veel voorstellen om armoede op Sint Maarten tegen te gaan. Ze is een voorstander van de scheiding van kerk en staat. De partij is een voorstander van wijzigen van de huidige abortuswetgeving, zodat er niet langer een totaalverbod bestaat. Verder vindt het dat Sint Maarten meer aansluiting moet zoeken bij de andere landen van het Koninkrijk.